# Banco Exterior (Venezuela)
Banco Exterior es un banco que inició sus operaciones el 24 de enero de 1958, tras haber sido fundado por el Banco Exterior de España, conjuntamente con un grupo de empresarios venezolanos y extranjeros. El Banco forma parte de la Asociación Bancaria de Venezuela.

## Historia

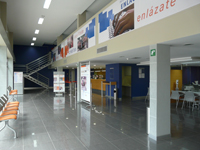
Agencia EXTERIOR Barquisimeto Oeste

El 21 de enero de 1956, bajo la tutela del Banco Exterior de España, un grupo de empresarios venezolanos y extranjeros constituyen una Compañía Anónima Venezolana cuya denominación sería, "Banco Exterior, Compañía Anónima", quedando registrada de esta forma ante el Registro Mercantil de la Primera Circunscripción de Caracas.
El objeto de la Compañía sería realizar toda clase de operaciones bancarias autorizadas por la Ley, teniendo como Capital inicial 20 millones de bolívares, representado por 40 mil acciones nominativas con un valor nominal de Bs. 500 cada una. No obstante, no es sino hasta el 24 de enero de 1958 cuando finalmente abre sus puertas al público.
Posteriormente, en el año 1971, modifica la estructura patrimonial original de manera que pueda acogerse al régimen consagrado en la Ley, el cual establece límites a la participación extranjera en un máximo de 20%. 
El primer semestre del año 1997, el Banco EXTERIOR fue autorizado para funcionar como Banco Universal, lo que permite ofrecer una mayor variedad de productos y servicios financieros.
Continuando con los cambios generados de la conversión a Banco Universal, durante el primer semestre de 1998, el Banco EXTERIOR dio inicio al proceso de fusión con las empresas Fondo Exterior y Arrendadora Exterior. 
Actualmente EXTERIOR forma parte del Grupo IF, de origen español, cuya actividad empresarial comprende diversas áreas que van desde el sector industrial hasta el sector financiero.

## Bancos Aliados
Dentro del Sector Financiero del Grupo Fierro, del cual forma parte Banco EXTERIOR, cuenta con Bancos aliados en:
- Banco Internacional (Ecuador)
- InterBanco (Guatemala)
- International Finance Bank (Estados Unidos)
- Ebna Bank (Curazao)
- BanBif (Perú)

## Ubicación

### Edificio Sede
El edificio sede de Banco EXTERIOR se encuentra ubicado en la Avenida Urdaneta, entre esquinas de Urapal a Río, La Candelaria, Caracas, Venezuela. Código Postal 1010. En ella operan las dependencias principalmente administrativas y operativas de la institución.